# Neumannova čp. 144 (Prachatice)
Neumannova č. p. 144 (Prachatice) je původně renesanční měšťanský dům z 16. století, který byl v roce 1893 přestavěn v novorenesančním slohu a připojen ke Klášteru sv. Karla Boromejského. Dnes je v objektu umístěn Hospic sv. Jana Nepomuckého Neumanna. Původní renesanční dům byl bohatě zdoben sgrafitem s loveckou a moralistní tematikou, část těchto sgrafit se dochovala v transferech. Dům je součástí městské památkové rezervace Prachatice a není kulturní památkou.

## Popis domu
Řadový třípatrový dům s obytným podkrovím. Areál zahrnuje dům a dvorní přístavbu do parkánu, dnes Parku Hospice sv. Jana Nepomuckého Neumanna. V objektu je umístěn Hospic sv. Jana Nepomuckého Neumanna. Dům má směrem do ulice čtyřosou novorenesanční fasádu, členěnou nadokenními a podokenními římsami, v přízemí je fasáda členěna bosováním. Fasáda směrem do parkánu je pětiosá. Dům nemá z Neumannovy ulice samostatný vstup. Okna původního objektu směrem do ulice i směrem do parkánu jsou jednoduchá dřevěná dvoukřídlá, členěná do kříže, s pevnými poutci. V parteru je hmota průčelí prolomena třemi okénky do sklepa, která jsou zamřížovaná kovanou mřížkou, čtvrté okénko je zazděné. K dvorní fasádě byla v letech 2004 až 2005 přistavěna nová přístavba Hospicu s hladkou fasádou. 

## Historie domu

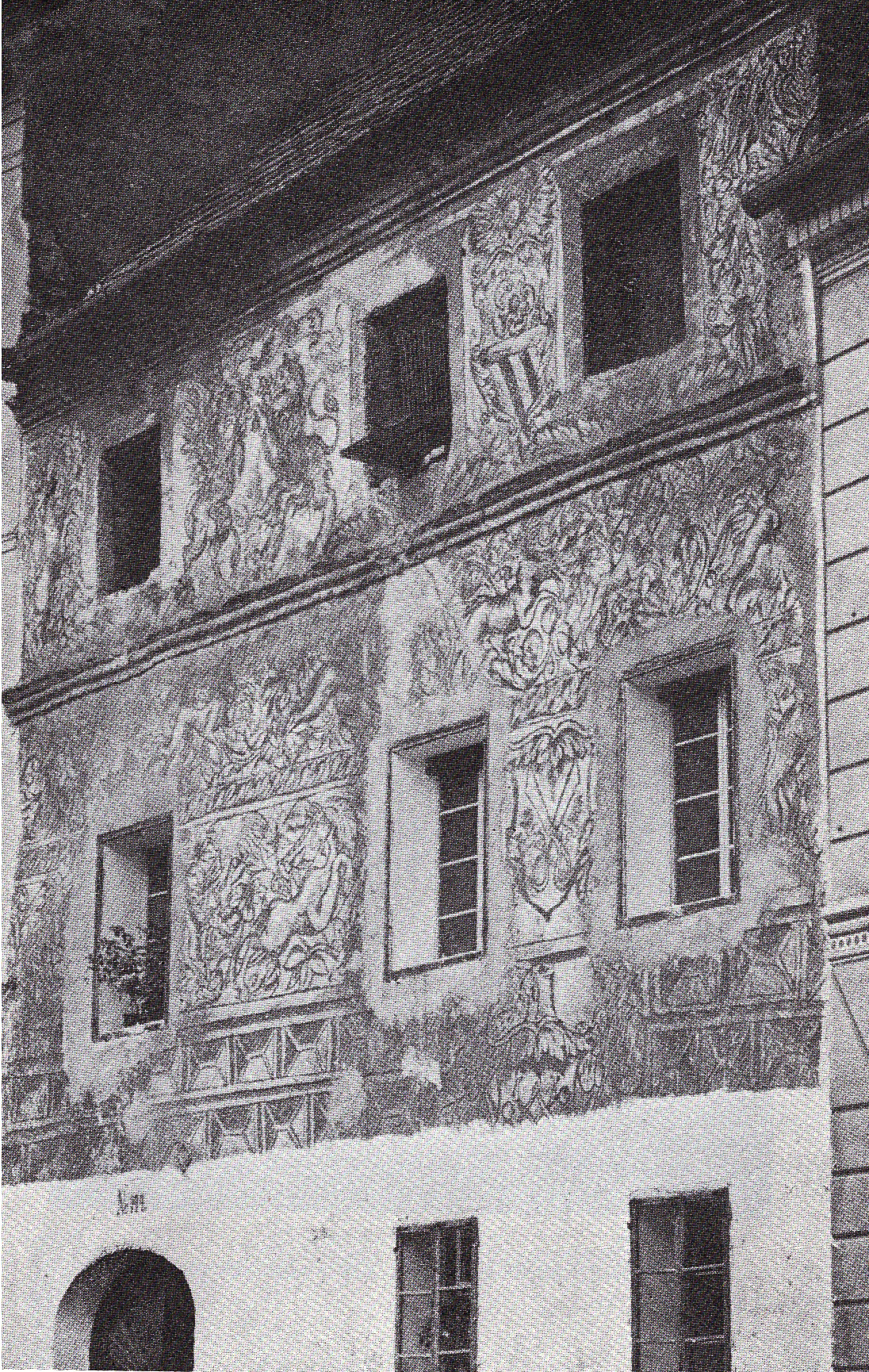
Neumannova čp. 144, uliční průčelí před rokem 1891

Historie původního objektu sahá pravděpodobně až do 14. století. V roce 1572 byl dům renesančně přestavěn, dům dostal obloučkovou atiku a fasádu pokryla bohatá sgrafitová výzdoba s loveckou a moralistní tematikou. Původní objekt byl renesanční dvoupatrový měšťanský dům s tříosým průčelím, druhé patro oddělovala kordonová římsa, atikové patro pak korunní římsa. Fasáda byla ukončena renesanční obloučkovou atikou s čučky na vrcholu obloučků. Fasádu v celé ploše pokrývala sgrafita, v přízemí psaníčka, zbytek fasády pak v horizontálních pásech sgrafita s loveckou tematikou. Po požáru v roce 1832 přišel dům o svou renesanční atiku. V roce 1894 objekt zakoupila Kongregace Milosrdných sester sv. Karla Boromejského od rodiny Mickových (příbuzných Jana Nepomuka Neumanna) a připojila jej ke Klášteru sv. Karla Boromejského. V roce 1894 byl původní objekt z větší části zbourán (z původní objektu byla zachována pravděpodobně pouze část zdiva a sklepy) a následně byla na původní parcele postavena dnešní novostavba v novorenesančním slohu. V roce 2000 byl v objektu zřízen Hospic sv. Jana Nepomuckého Neumanna. V letech 2004–2005 byl objekt směrem do parkánu rozšířen novou přístavbou.
Majitelem domu v 16. století byla patricijská rodina Wolfartů, pravidelní členové městské rady i literátského bratrstva. Podle erbů i seznamu solních obchodníkůmohl být v době vzniku sgrafit vlastníkem domu Šťastný pekař (který ale umírá již v roce 1568 a svůj majetek odkázal manželce Dorotě a dětem Janovi a Aleně), Buran Wolfart nebo Jakub konvář. Stopy po rodině Wolfartů mizí v roce 1620, pravděpodobně všichni zahynuli v září roku 1620 při dobytí města císařskými vojskem pod vedením generála Buqoye.

## Popis sgrafitové fasády původního renesančního domu

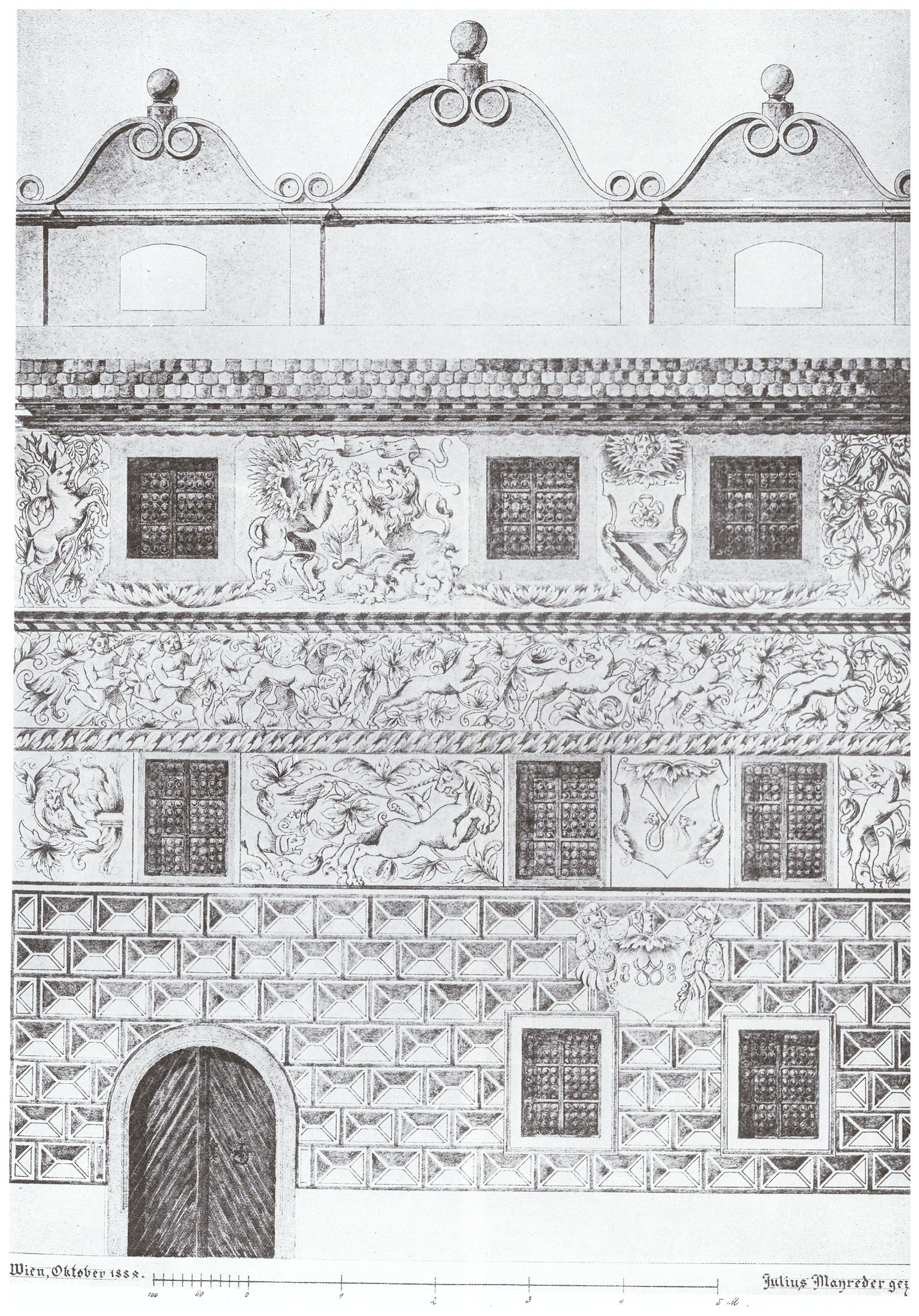
Neumannova čp. 144, zakreslení uliční fasády z roku 1884, v této době už neměl dům atiku, byla odstraněna v roce 1832, atika doplněna podle vyobrazení Jindřicha de Verle, chybí ale středový otvor v atice pro střešní žlab a obloučků by mělo být pět, zákres sgrafit je ale přesný (Julius Mayreder, 1884)

Původní podoba sgrafitové fasády objektu je dobře známa z několika dobových fotografií a z kreseb studentů Vídeňské akademie výtvarných umělců, kteří pod vedením Friedricha von Schmidta navštívili Prachatice v roce 1884 v rámci své studijní cesty po jižních Čechách a kresebně i fotograficky zdokumentovali vybrané památky v Prachaticích. Podle zákresu (zákresy ze studijních cest byly ale vždy zároveň i idealizované rekonstrukce objektů) i fotografií přízemí objektu pokrývalo psaníčkové sgrafito, první a druhé patro pak bylo zdobeno groteskovými motivy, festony a rozviliny, do nichž byly vkomponovány další heraldické a figurální motivy. Mezi nimi vynikaly neobyčejně dynamicky pojednané postavy gryfa a lva, nad nimiž se vznášela nápisová páska s letopočtem 1572. Dále zde byly vyobrazeni štvaní jednorožci, lovečtí psy, vlci, zajíc, ptáci, putti, štítonoši a další motivy. Dále zde byl Rožmberský erb a znaky krejčovského a pekařského cechu, zakomponované do erbů rodiny Wolfartů. Velká část sgrafit byla v roce 1894 sejmuta na plátno a uložena na radnici. Šlo o jeden z prvních transferů nástěnných maleb v Rakousku–Uhersku. V 80. letech 20. století byla sejmutá renesanční sgrafitová omítková vrstva podložena polyuretanovou pěnou a osazena v interiéru předsálí Městského divadla. V rámci celkové rekonstrukce divadla byl transfer sgrafita v roce 2009 z divadla odstraněn a uložen do depozita. Po restaurátorském zásahu v roce 2009 bylo sgrafito boje gryfa se lvem, umístěno na schodišti Staré radnice. V roce 2015 byly restaurovány další výjevy, konkrétně šlo o výjev vlka s ptákem v tlamě, zajíce a Rožmberský erb. Rožmberský erb a vlk s ptákem v tlamě byly umístěny v kanceláři starosty města. Zajíc zůstal po restaurátorském zásahu v depositu. Ostatní transferované výjevy, které dosud nepošly restaurováním jsou uloženy rovněž v depositu.

### Sgrafita v přízemí objektu (sgrafitová rustika, erb se dvěma štítonoši)
Celé přízemí objektu zdobila sgrafitová rustika, v přízemí však byl dům, podle dochovaných fotografií z roku 1884, nově omítnut. Vstup do objektu pravděpoodbně dříve zdobil bosovaný portál ve stylu florentské renesance (odstraněn již před rokem 1884, zákres fasády z roku 1884 přesně neodpovídá původní podobě vstupu do domu, ta je ale vyobrazena na obraze Jindřicha de Verle z roku 1670, rovněž atika byla nižší, s pěti obloučky a středovým otvorem pro střešní žlab). Napravo nad okny v přízemí byl vyobrazen erb se dvěma štítonoši s kopím, levý štítonoš má v levé ruce korbel s pivem. V erbu je znázorněn znak Wolfartů a znak pekařského cechu. Zřejmě šlo o pravovárečný dům a v domě byla zřejmě umístěna i cechovní hospoda. 

### Sgrafitový pás mezi okny prvního patra (sova, hon na jednorožce, krejčovský znak, vlk)

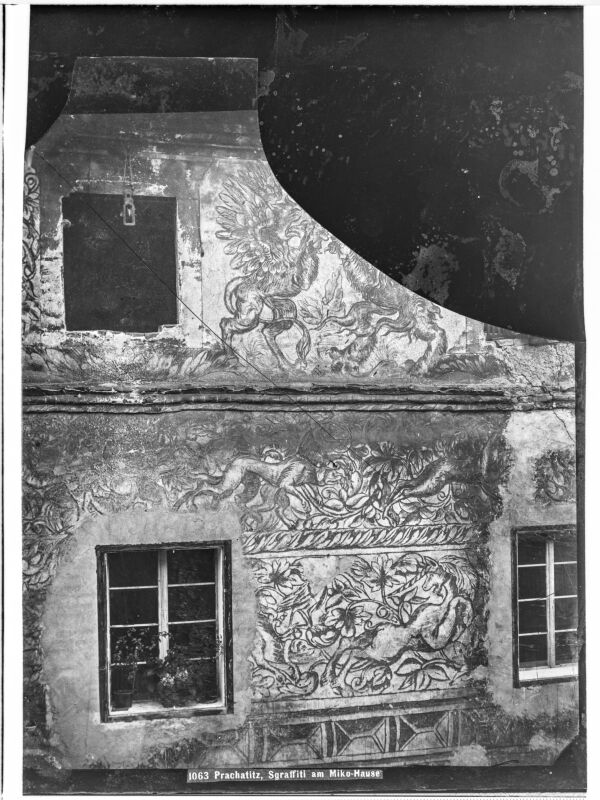
Neumannova čp. 144, detail sgrafit, hon na jednorožece, lov na jelena, gryf a lev. Fotografie byla pořízena pravděpoodbně skupinou pod vedenín Friedricha von Shmidta v roce 1884 (Josef Wlha, https://digital.onb.ac.at/rep/osd/?132044E5)

První zleva je vyobrazena sova, sedící na stromě, vyobrazení je doplněno florálním ornamentem a rozvilinami. Sova byla v 16. století vnímána jako symbol moudrosti s odkazem na řeckou mytologii v souvislost s bohyní moudrosti Athénou. Pallas Athéna byla často zobrazována se sovou po boku, případně se sovou sedící na její ruce nebo rameni. Se soví moudrostí je spojována rovněž schopnost vidět i ve tmě, tedy tam, kde ostatní nevidí (nevědí). Sova má ale i svou negativní symboliku. Pro křesťany sova symbolizovala myšlenku, že Židé si nevybrali Krista jako Světlo světa a ve Starém zákoně je označována jako nečisté zvíře. Jako noční zvíře se sova stala rovněž symbolem noci a temnoty a jako symbol smrti se objevovala ve výjevech souvisejících s mementem mori.

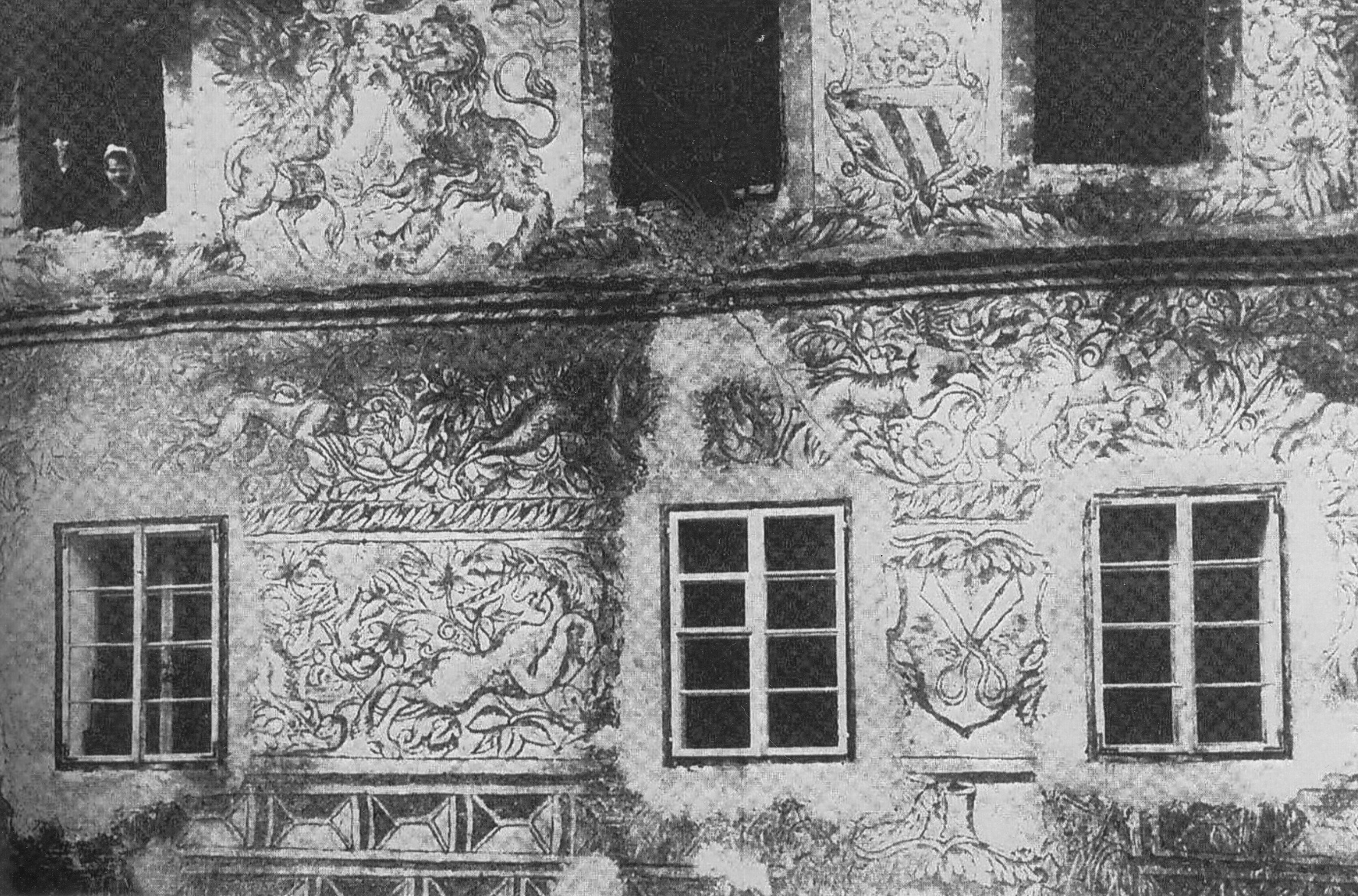
Neumannova čp. 144, detail sgrafit prvního a druhého patra, 1894

Mezi prvním a druhým oknem v prvním patře následuje velký výjev zobrazující psa, který žene před sebou jednorožce, na větvi nad nimi sedí husa. Celý výjev je opět doplněn florálními motivy a rozvilinami. Pes  býval v antických námětech atributem bohyně lovu Diany. Pes zde má spíše negativní symboliku a pravděpoodbně zde znázorňuje nečistotu, hříšnost, závist, tělesnou žádostivost a pokušení. Jednorožec zde pak symbolizuje mravní (především ženskou) čistou, nevinnost a cudnost. V křesťanské symbolice bývá pak jednorožec spojován s neposkvrněným početím Panny Marie a vtělením božího slova prostřednictvím Ježíše Krista do lůna Pany Marie. Husa zde pravděpodobně symbolizuje bdělost, protože husy dokázaly svým varovným kejháním ve 4. století př.n.l. zachránit Řím před útokem Galů. Husa zde může být ale i symbolem pomluv a klevetění (husy bratra Filipa v Dekameronu). S velkou pravděpodobností zde ale celý výjev znázorňuje výše zmiňované Zvěstování Panny Marie pojaté jako hon na jednorožce. Celková kompozice výjevu totiž nápadně připomíná scénu Zvěstování z děkanského Kostela sv. Jakuba Většího, konkrétně gotickou desku z hlavního oltáře zasvěceného Panně Marii. Rovněž v kostelní kapli sv. Barbory je přímo vyobrazena scéna Zvěstování jako honu na jednorožce. Husa by zde pak symbolizovala archanděla Gabriela (zajímavý je zde opět v souvislosti s cudností a Pannou Marií možný odkaz na Dekameron, den čtvrtý, povídka druhá). Panna Marie zde pak symbolizuje rovněž vykoupení člověka z "Evina hříchu". Pes pak zde může být i symbolem ctností, jež provázejí Kristův příchod na zem, tedy milosrdenství, spravedlnost, mír a pravdu (misericordia, iustitia, pax, veritas). 

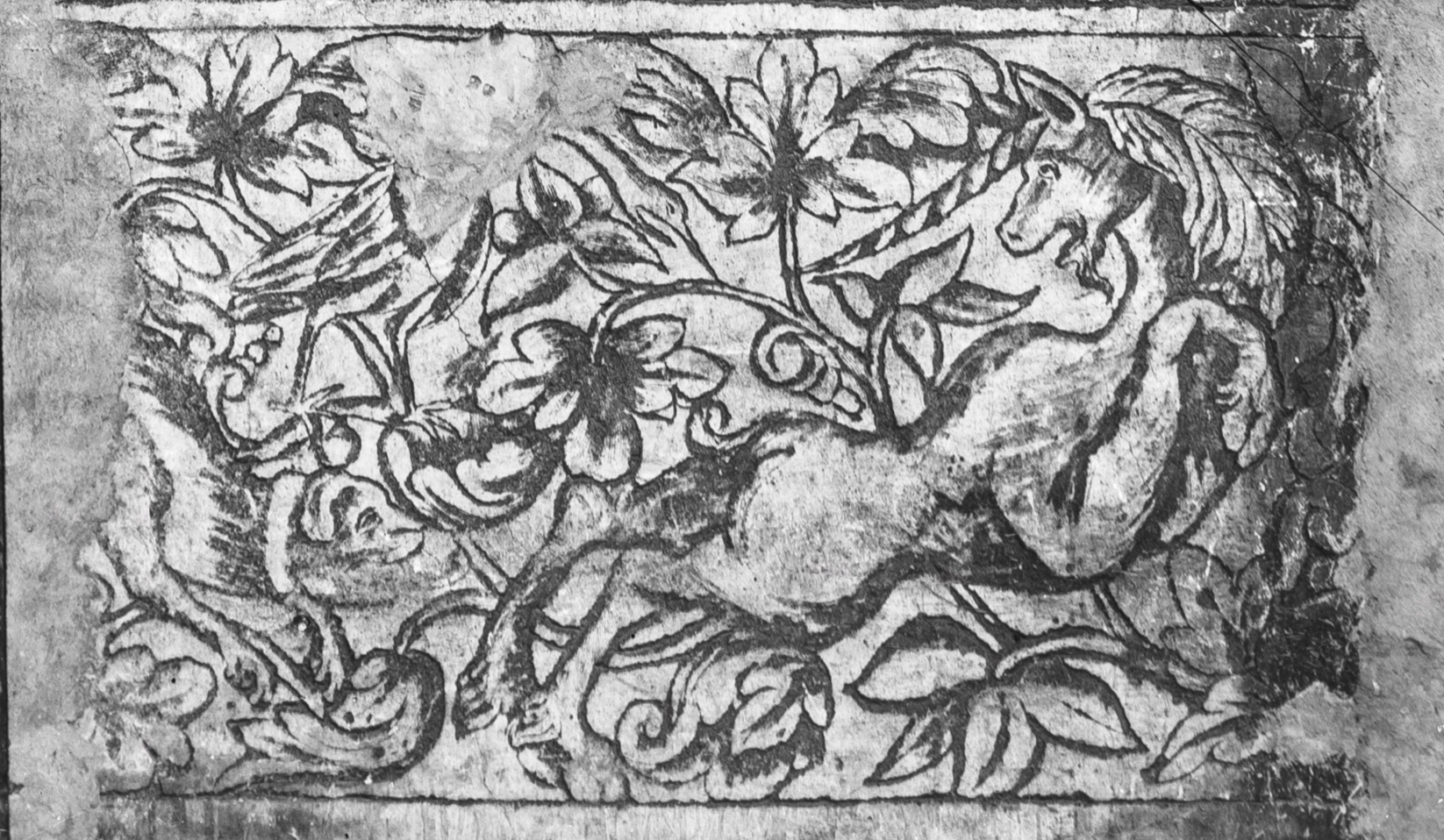
Neumannova čp. 144, Hon na jednorožce (Josef Wlha 1884, detail)

Mezi druhýma třetím oknem je vyobrazen erb se symbolem nůžek uprostřed, pravděpodobně jde o znak krejčovského cechu. Konce nůžek jsou stylizovány do formy dračích hlav.
Za dalším oknem následuje vyobrazení vlka. Vlk je obecně chápán jako symbol smrtelného hříchu, zejména obžerství, nestřídmosti, nenasytnosti a chamtivosti, je spojován s touhou po majetku a moci. Vlk bývá někdy, v důsledku své prohnanosti, rovněž spojován a falešným prorokem. Vlk je jednoznačně temné zvíře, symbolizuje Satana a smrtelný hřích a je velkým nebezpečím pro čistou duši.

### Sgrafitový pás mezi prvním a druhým patrem (lov na jelena, vlk s ptákem v tlamě, jednorožec hnaný zajícem)
Horizontální sgrafitový pás je ohraničen ze spodní strany malovanou nadokenní římsou s akantovým motivem, ze zhora pak zděnou kordonovou římsou s malovaným protisměrnými pruhováním. Celý pás tvoří lovecké výjevy a jednotlivé výjevy dále oddělují a vyplňují florální, groteskové a rozvilinové motivy. 
Zcela vlevo jsou zobrazeni dva puttové, troubící na lesní roh a jedoucí na větvičkách, satiricky zde zpodobňující koně. Puttové dávají znamení k lovu na jelena, kterého žene trojice psů. Jelen býval od pradávna považován za prostředníka mezi světem bohů a světem lidí. Rovněž je symbolem obnovy, transformace a znovuzrození díky tomu, jak každoročně shazuje a obnovuje své paroží. V křesťanské ikonografii se stal symbolem čisté duše toužící po Bohu. Symbolika vychází z obsahu žalmu 42: "Jako laň dychtí po bystré vodě, tak dychtí duše má po tobě, Bože! ". Rovněž se stal symbolem Ježíše Krista (Legenda o sv. Eustachovi). Jelen jako rychlý posel Boží přivádí zbloudilé duše na víru. Podle Legendy o jelenu a hadu je jelen symbolem Boha (Ježíše Krista) a je úhlavním nepřítel hadů, tedy Ďábla a hříchu. Celkově zde jelen symbolizuje lásku k Bohu, obezřetnost a život věčný. Pes je zde pak symbolem hříchů, závisti, poddání se tělesným pudům, nerespektování božích přikázání, celkové pýchy a bezbožnosti (v Novém zákoně se je pes symbolem pohanů, nepokřtěných a nevěřících).

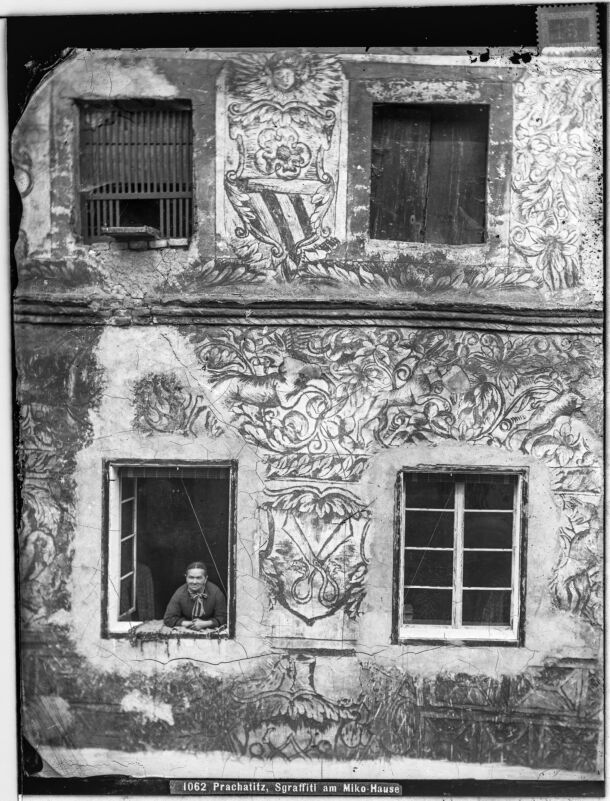
Neumannova čp. 144, detail sgrafit, vlk, vlk s ptákem v tlamě, zajíc žene jednorožce, Rožmberský erb. Fotografie byla pořízena pravděpoodbně skupinou pod vedenín Friedricha von Shmidta v roce 1884 (Josef Wlha, https://digital.onb.ac.at/rep/osd/?13204598)

Na dalším výjevu je vyobrazen vlk s ptákem v tlamě. Pták je z nevětší pravděpodobností havran nebo vrána. Vrána byla chápána jako symbol dlouhověkosti a symbolizovala i život věčný, byla rovněž symbolem naděje. Vlk je pak obecně chápán jako symbol smrtelných hříchů, je spojován s obžerstvím, nestřídmostí, chamtivostí, lakotou a smilstvem. Havran býval spojován s boží prozřetelností. Když se Eliáš skrýval na poušti, Bůh poslal krkavce s masem, aby ho nakrmili (První Královská 17:6). Pták obecně představuje symbol vymanění se ze zemské tíže a je zvěstovatelem božské vůle. Krkavci ale bývali rovněž symbolem smrti. Havran, stejně jako vlk, byl ve středověku také symbolem smrtelného hříchu obžerství. V přírodě spolu z tohoto důvodu vlci a havrani spolupracují. Podle spisů Sv. Augustina, pokaždé, když havran mluví, říká „cras, cras“ což v latině znamená „Zítra, zítra“. V tomto smyslu havran symbolizuje Satana, který se snaží přimět každého nevěřícího, aby odložil závazek vůči Ježíši až do zítřka. Italský výraz "v bocca al lupo", který v českém překladu znamená "v ústech vlka", je způsob, jak popřát někomu hodně štěstí a odráží kulturní přesvědčení, že vyvolání potenciálně negativního obrazu, jako je vlk, může vést k pozitivnímu výsledku. Vlk zde rovněž symbolizuje Satana a havran pak hříšníka v tlamě Leviatana. Smrtelné hříchy, jež symbolizuje vlk, pak požírají naději na život věčný a hřích obžerství, který symbolizuje vlk i havran, pak zkracuje i život pozemský.

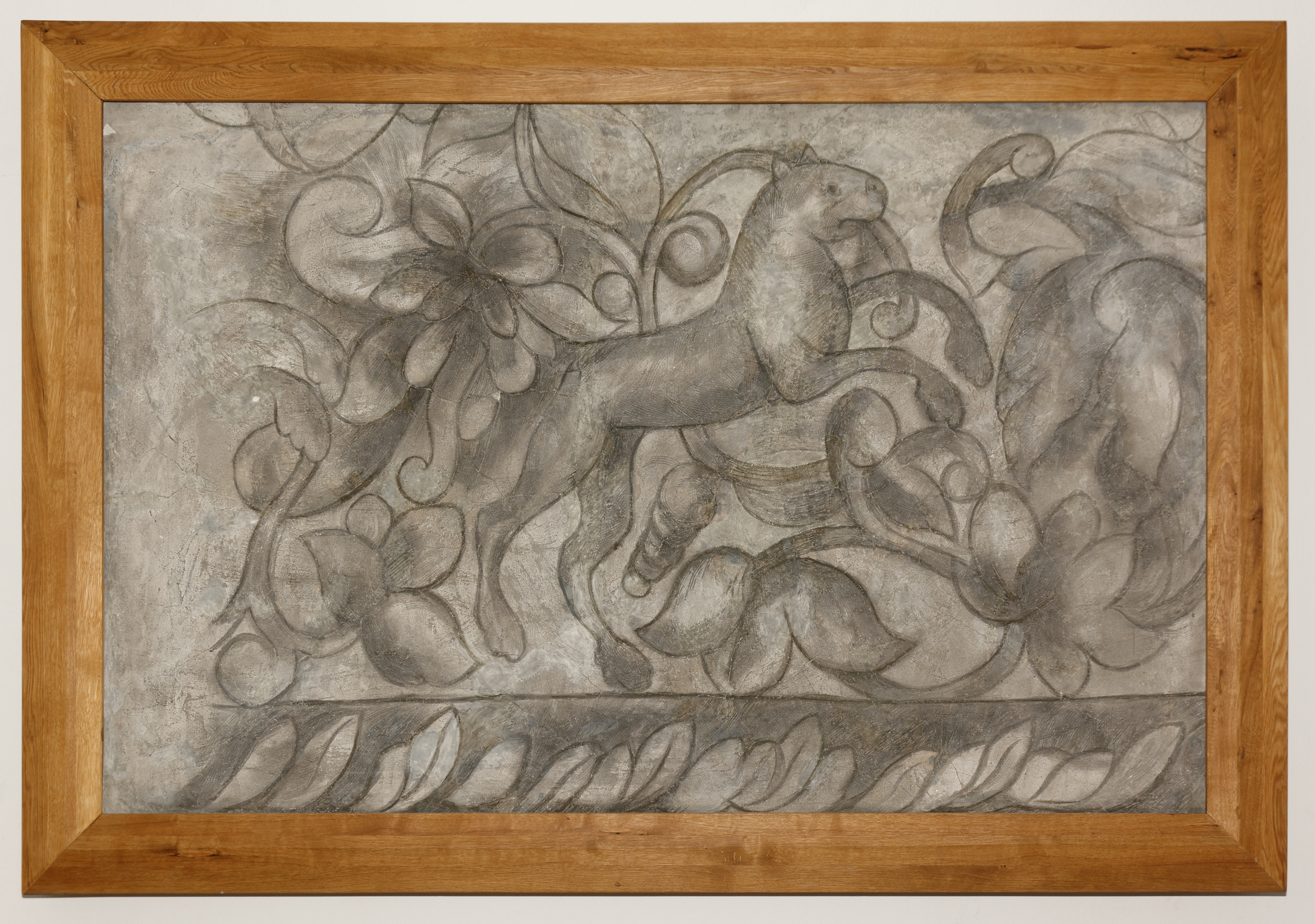
Neumannova čp. 144, zajíc (původně hnal jednorožce), při restaurování zkomoleny zaječí uši, původní dlouhé zaječí uši směřovaly dopředu jako kozlí rohy

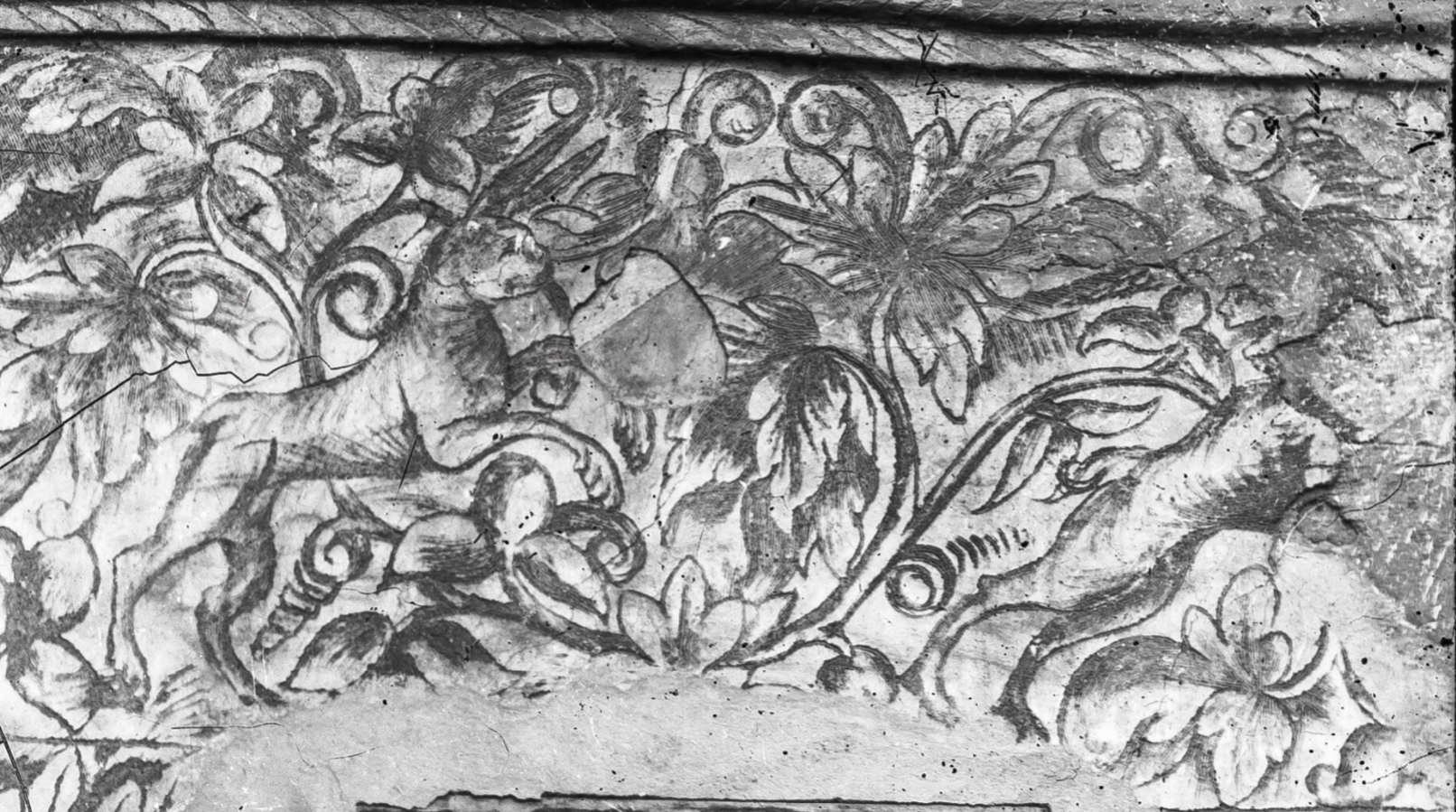
Neumannova čp. 144, původní podoba celého výjevu jednorožce hnaného zajícem (Josef Wlha 1884, detail)

Následuje výjev zajíce, který pronásleduje jednorožce. Při restaurování byly u zajíce zkomoleny jeho dlouhé uši, směřující původně neobvykle dopředu, do podoby, jež spíše připomíná psa. Na starších fotografiích i na kresbě Julia Mayredera z roku 1884 je dobře vidět původní podoba uší zajíce. Natočení dlouhých zaječích uší dopředu bylo zřejmě záměrem a snahou tak zdůraznit tělesnou žádostivost a silný pohlavní pud tak, že připomínají spíše rohy kozla než uši zajíce. Kozel je rovněž jako zajíc typickým symbolem tělesné žádostivosti a nezvládnutí pohlavních pudů. Jednorožec je zde opět symbolem mravní čistoty, nevinnosti, cudnosti a panenství.

### Horní sgrafitový pás mezi okny druhého patra (jelen, boj gryfa se lvem, Rožmberský erb, kormorán a sova)

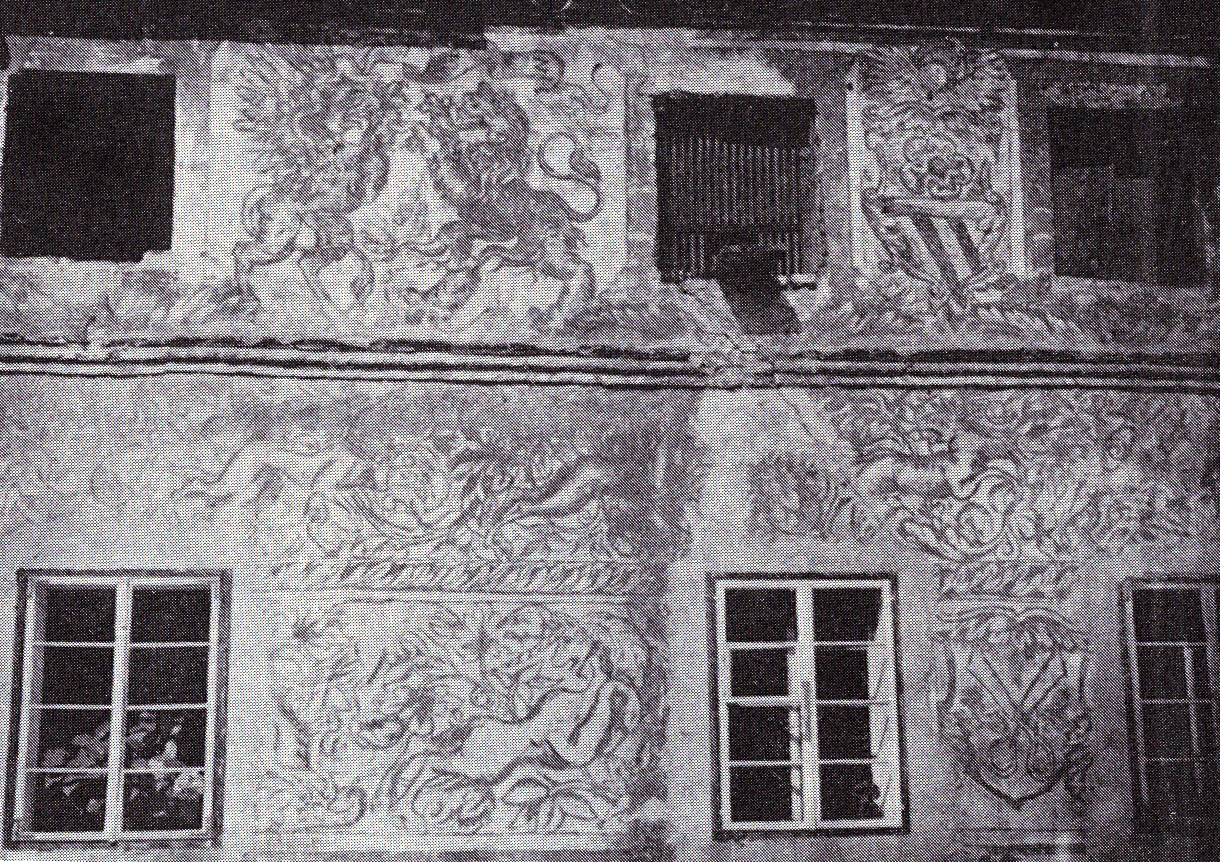
Neumannova čp. 144, detail sgrafit prvního a druhého patra, před 1891

Zcela vlevo je vyobrazen jelen, který je zde opět symbolem žízně po Bohu (žalm 42) a celkové zbožnosti a respektování Božích přikázání. Rovněž je zde symbolem Ježíše Krista (Legenda o sv. Eustachovi). Obecně pak jelen symbolizuje víru, pokoru, obezřetnost a život věčný.

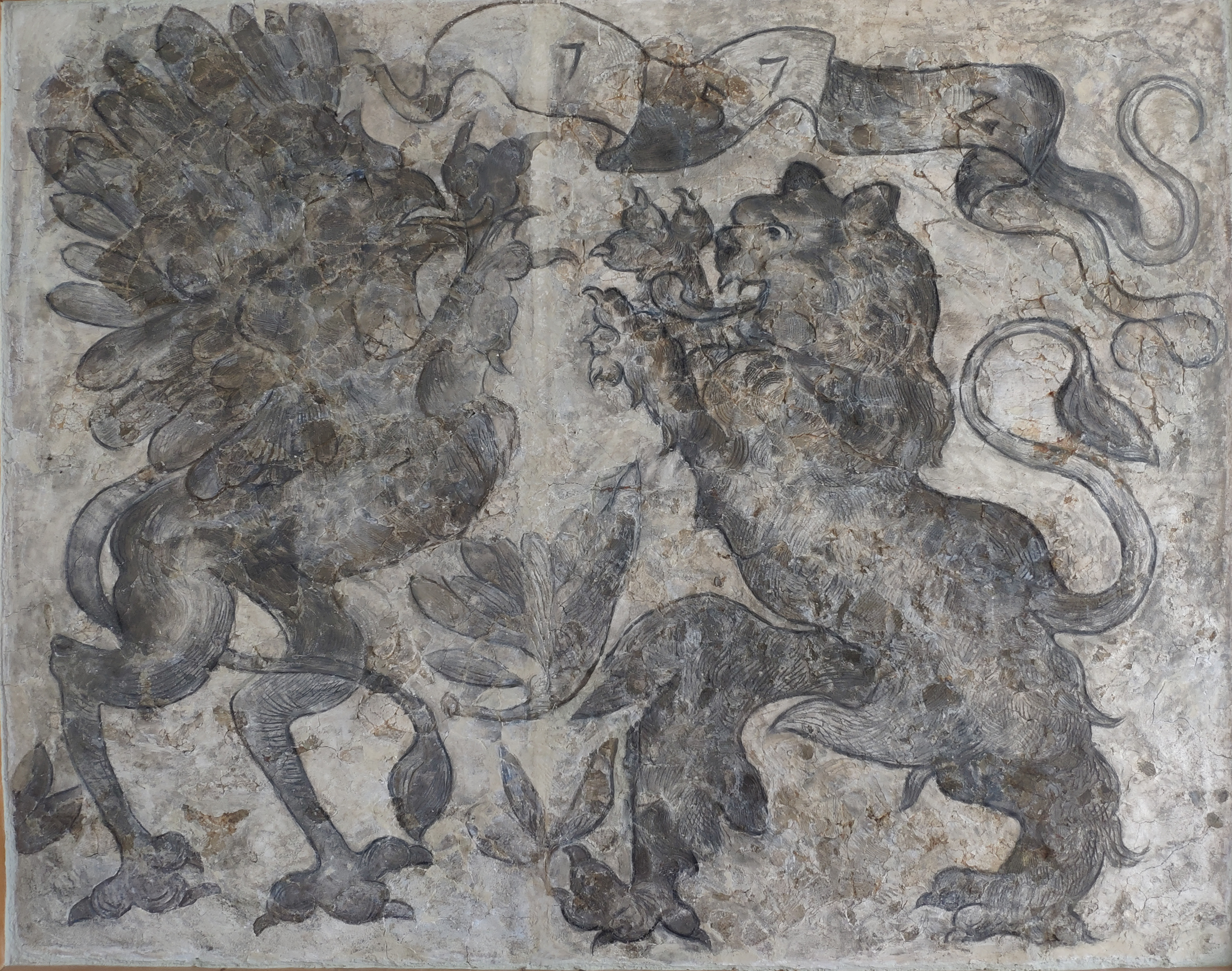
Neumannova čp. 144, souboj gryfa a lva

Následuje okenní otvor a za ním je, mezi prvním a druhým okenním otvorem, vyobrazen souboj gryfa se lvem. Nad vyobrazením se vznáší nápisová páska s letopočtem 1572. Gryf je běžně znázorňován jako tvor s hlavou a křídly orla a tělem lva a býval vnímán jako ztělesnění síly, ochrany proti zlu, symbolem sluneční i božské moci, znakem chrabrosti, ušlechtilosti a ochránce ctností. Jako křesťanský symbol značí dvojí přirozenost Ježíše Krista, božskou jako pták a lidskou jako zvíře. Lev zde má pak spíše negativní symboliku, odkazující na biblické příběhy soubojů Davida se lvem a orlem a Samsona se lvem. V žalmu 22:14 je lev popisován jako zlé nebezpečí pro čistou duši. Lev je na zemi gryfovi rovnoceným soupeřem, protože oba mají tělo lva, a tudíž lze jejich souboj vnímat jako nekonečný. Souboj gryfa a lva lze celkově chápat jako boj dobra proti zlu, ctností proti neřestem, světla proti temnotě a Krista proti Dáblu. Souboj gryfa a lva zde tak vyjadřuje zákaldní podstatu věčného souboje duchovna (rozumu, víry a ctností) s tělesnými pudy a žádostmi (hříchy) v duši člověka, během jeho pozemského života. 
Mezi druhým a třetím oknem následuje Rožmberský erb.
Za třetím oknem následuje poslední výjev. Na vyobrazení jsou vidět dva ptáci sedící na větvi stromu. Pták vlevo může znázorňovat kormorána, pravý pták je pak sova nebo výr. Kormorán i sova jsou v Bibli označováni jako nečistá zvířata (Třetí Mojžíšova 11, Leviticus 11). Sova byla ale v 16. století nejčastěji vnímána jako symbol moudrosti a bdělosti, ale rovněž jako symbol smrti a mementa mori. Kormoráni jsou pak známí svou nenasytnou chutí k jídlu, což vedlo k jejich spojování s obžerstvím a chamtivostí. Například Shakespeare použil termín „kormorán“ k popisu nenasytného hladu ve hře Troilus a Kressida. Spojení obou ptáků na obraze je tedy značně neobvyklé a zřejmě má vyvolávat záměrný kontrast. Oba ptáci jsou dobří lovci, jeden loví ve dne a druhý v noci, jeden je považován za symbol rozumného lovu, druhý je nenasytný lovec a loví více ryb než dokáže zkonzumovat. Celkově jsou zde tedy vyjádřeny dva rozdílné přístupy k životu, ta pravá cesta je cesta rozumu a ctností a vede k životu věčnému, druhá je cestou tělesných pudů a žádostí, které uvrhují člověka do spárů hříchu a vedou k zatracení. Zároveň je zde zřejmě naznačeno, že samotný rozum nestačí a že rozum bez víry a dalších ctností vede pouze k chamtivosti, pýše a touze po moci. 
Celkově zde antropomorfizovaná zvířata mají za cíl poučit diváka o lidských vlastnostech a chování a sdělit mu z toho vyplívající mravní ponaučení. Jde o princip inspirovaný (Ezopovými) bajkami, které se v 16. století těšily mezi čtenáři značné oblibě a jejich četba patřila k běžnému vzdělání.
Jako inspirace pro tvorbu autora sgrafit, kterého bohužel neznáme, posloužily pravděpodobně grafické listy Virgila Solise z let 1534–1562.